# Luan (ur. maj 1993)
Luan Garcia Teixeira znany po prostu jako Luan (ur. 10 maja 1993 w Vitórii) – brazylijski piłkarz grający na pozycji środkowego obrońcy w klubie Deportivo Toluca FC.
Na Letnich Igrzyskach Olimpijskich 2016 wraz ze swoją reprezentacją zdobył złoty medal.

## Kariera juniorska
Luan grał jako junior w CR Vasco da Gama (2006–2013).

## Kariera seniorska

### CR Vasco da Gama
Luan zadebiutował w CR Vasco da Gama 5 września 2012 w meczu z Clube Náutico Capibaribe (1:1). Pierwszą bramkę zdobył 29 września 2012 w wygranym 3:1 spotkaniu przeciwko Figueirense FC. Łącznie dla CR Vasco da Gama Luan rozegrał 149 meczów strzelając 11 goli.

### SE Palmeiras
Luan przeszedł do SE Palmeiras 2 kwietnia 2017. Debiut dla nich zaliczył 18 czerwca 2017 w wygranym 2:4 spotkaniu przeciwko EC Bahia. Pierwszego gola strzelił 16 listopada 2017 w meczu ze Sport Club do Recife (wyg. 5:1).

## Kariera reprezentacyjna

### Brazylia U-20
Luan został powołany na Turniej Ośmiu Narodów 2012. W meczu z Kenią (wyg. 4:0) strzelił gola. Brazylijczycy wygrali ten turniej. Występował również na Mistrzostwach Ameryki Południowej U-20. Łącznie dla Brazylii U-20 Luan rozegrał 9 meczów i strzelił jednego gola.

### Brazylia U-23
Luan znalazł się w kadrze Brazylii U-23 na Igrzyska Panamerykańskie 2015. W spotkaniu przeciwko Peru (wyg. 0:4) strzelił gola. Na tym turnieju Brazylia zajęła ostatecznie 3. miejsce. Na Letnich Igrzyskach Olimpijskich 2016 wystąpił w 2 meczach: 11 sierpnia 2016 przeciwko Danii (wyg. 4:0) i 17 sierpnia 2016 przeciwko Hondurasowi (wyg. 6:0). Ostatecznie w barwach reprezentacji Brazylii U-23 Luan wystąpił 7 razy zdobywając jednego gola.

### Brazylia
Luan na pierwszy mecz w reprezentacji Brazylii został powołany w styczniu 2017. Było to starcie przeciwko Kolumbii (wyg. 1:0).

## Statystyki

### Klubowe
(aktualne na dzień 5 lutego 2024)
| Klub               | Sezon              | Liga                          | Liga krajowa | Liga krajowa | Liga regionalna | Liga regionalna | Puchar kraju | Puchar kraju | Kontynent | Kontynent | Klubowe Mistrzostwa Świata | Klubowe Mistrzostwa Świata | Suma  | Suma   |
| Klub               | Sezon              | Liga                          | Mecze        | Bramki       | Mecze           | Bramki          | Mecze        | Bramki       | Mecze     | Bramki    | Mecze                      | Bramki                     | Mecze | Bramki |
| ------------------ | ------------------ | ----------------------------- | ------------ | ------------ | --------------- | --------------- | ------------ | ------------ | --------- | --------- | -------------------------- | -------------------------- | ----- | ------ |
| CR Vasco da Gama   | 2012               | Campeonato Brasileiro Série A | 4            | 1            | 0               | 0               | 0            | 0            | –         | –         | –                          | –                          | 4     | 1      |
| CR Vasco da Gama   | 2013               | Campeonato Brasileiro Série A | 9            | 0            | 2               | 0               | 1            | 0            | –         | –         | –                          | –                          | 12    | 0      |
| CR Vasco da Gama   | 2014               | Campeonato Brasileiro Série B | 25           | 0            | 18              | 0               | 0            | 0            | –         | –         | –                          | –                          | 43    | 0      |
| CR Vasco da Gama   | 2015               | Campeonato Brasileiro Série A | 25           | 0            | 16              | 4               | 3            | 0            | –         | –         | –                          | –                          | 44    | 4      |
| CR Vasco da Gama   | 2016               | Campeonato Brasileiro Série B | 28           | 5            | 16              | 1               | 6            | 1            | –         | –         | –                          | –                          | 47    | 7      |
| CR Vasco da Gama   | 2017               | Campeonato Brasileiro Série B | 0            | 0            | 6               | 1               | 2            | 0            | –         | –         | –                          | –                          | 8     | 1      |
| CR Vasco da Gama   | Ogólnie            | Ogólnie                       | 91           | 6            | 58              | 6               | 12           | 1            | 0         | 0         | 0                          | 0                          | 161   | 13     |
| SE Palmeiras       | 2017               | Campeonato Brasileiro Série A | 19           | 1            | 0               | 0               | 0            | 0            | 2         | 0         | –                          | –                          | 21    | 1      |
| SE Palmeiras       | 2018               | Campeonato Brasileiro Série A | 16           | 2            | 2               | 0               | 0            | 0            | 4         | 1         | –                          | –                          | 22    | 3      |
| SE Palmeiras       | 2019               | Campeonato Brasileiro Série A | 20           | 0            | 6               | 1               | 2            | 0            | 7         | 0         | –                          | –                          | 35    | 1      |
| SE Palmeiras       | 2020               | Campeonato Brasileiro Série A | 26           | 0            | 6               | 0               | 4            | 0            | 8         | 0         | –                          | –                          | 44    | 0      |
| SE Palmeiras       | 2021               | Campeonato Brasileiro Série A | 26           | 1            | 6               | 0               | 3            | 0            | 13        | 0         | 2                          | 0                          | 49    | 1      |
| SE Palmeiras       | 2022               | Campeonato Brasileiro Série A | 16           | 0            | 3               | 0               | 0            | 0            | 4         | 0         | –                          | –                          | 23    | 0      |
| SE Palmeiras       | 2023               | Campeonato Brasileiro Série A | 23           | 1            | 4               | 0               | 7            | 0            | 7         | 0         | –                          | –                          | 41    | 1      |
| SE Palmeiras       | 2024               | Campeonato Brasileiro Série A | 0            | 0            | 3               | 0               | 1            | 0            | 0         | 0         | –                          | –                          | 3     | 0      |
| SE Palmeiras       | Ogólnie            | Ogólnie                       | 146          | 5            | 30              | 1               | 17           | 0            | 45        | 1         | 2                          | 0                          | 240   | 7      |
| Ogólnie w karierze | Ogólnie w karierze | Ogólnie w karierze            | 237          | 11           | 88              | 7               | 29           | 1            | 45        | 1         | 2                          | 0                          | 401   | 20     |

### Reprezentacyjne
(aktualne na dzień 5 lutego 2024)
| Reprezentacja      | Rok                | Mecze | Bramki |
| ------------------ | ------------------ | ----- | ------ |
| Brazylia U-20      | 2012               | 5     | 1      |
| Brazylia U-20      | 2013               | 4     | 0      |
| Ogólnie            | Ogólnie            | 9     | 1      |
| Brazylia U-23      | 2015               | 5     | 0      |
| Brazylia U-23      | 2016               | 2     | 0      |
| Ogólnie            | Ogólnie            | 7     | 0      |
| Brazylia           | 2017               | 1     | 0      |
| Ogólnie            | Ogólnie            | 1     | 0      |
| Ogólnie w karierze | Ogólnie w karierze | 17    | 1      |

| Mecze i gole w reprezentacji | Mecze i gole w reprezentacji | Mecze i gole w reprezentacji | Mecze i gole w reprezentacji | Mecze i gole w reprezentacji | Mecze i gole w reprezentacji | Mecze i gole w reprezentacji | Mecze i gole w reprezentacji              |
| Brazylia U-20                | Brazylia U-20                | Brazylia U-20                | Brazylia U-20                | Brazylia U-20                | Brazylia U-20                | Brazylia U-20                | Brazylia U-20                             |
| Lp.                          | Data                         | Miejsce                      | Gospodarz                    | Gość                         | Wynik                        | Gol                          | Rozgrywki                                 |
| ---------------------------- | ---------------------------- | ---------------------------- | ---------------------------- | ---------------------------- | ---------------------------- | ---------------------------- | ----------------------------------------- |
| 1.                           | 26.05.2012                   | Kapsztad                     | Brazylia U-20                | Kamerun U-20                 | 1:0                          |                              | Turniej Ośmiu Narodów 2012                |
| 2.                           | 28.05.2012                   | Kapsztad                     | Brazylia U-20                | Kenia U-20                   | 4:0                          | Gol                          | Turniej Ośmiu Narodów 2012                |
| 3.                           | 30.05.2012                   | Kapsztad                     | Brazylia U-20                | Japonia U-20                 | 4:1                          |                              | Turniej Ośmiu Narodów 2012                |
| 4.                           | 01.06.2012                   | Kapsztad                     | Południowa Afryka U-20       | Brazylia U-20                | 2:2 k. 3:4                   |                              | Turniej Ośmiu Narodów 2012                |
| 5.                           | 03.06.2012                   | Kapsztad                     | Argentyna U-20               | Brazylia U-20                | 0:2                          |                              | Turniej Ośmiu Narodów 2012                |
| 6.                           | 11.01.2013                   | San Juan                     | Brazylia U-20                | Ekwador U-20                 | 1:1                          |                              | Mistrzostwa Ameryki Południowej U-20 2013 |
| 7.                           | 13.01.2013                   | San Juan                     | Brazylia U-20                | Urugwaj U-20                 | 2:3                          |                              | Mistrzostwa Ameryki Południowej U-20 2013 |
| 8.                           | 17.01.2013                   | San Juan                     | Brazylia U-20                | Wenezuela U-20               | 1:0                          |                              | Mistrzostwa Ameryki Południowej U-20 2013 |
| 9.                           | 19.01.2013                   | San Juan                     | Brazylia U-20                | Peru U-20                    | 0:1                          |                              | Mistrzostwa Ameryki Południowej U-20 2013 |
| Brazylia U-23                |                              |                              |                              |                              |                              |                              |                                           |
| Lp.                          | Data                         | Miejsce                      | Gospodarz                    | Gość                         | Wynik                        | Gol                          | Rozgrywki                                 |
| 1.                           | 13.07.2015                   | Toronto                      | Kanada U-23                  | Brazylia U-23                | 1:4                          |                              | Igrzyska Panamerykańskie 2015             |
| 2.                           | 16.07.2015                   | Toronto                      | Peru U-23                    | Brazylia U-23                | 0:4                          |                              | Igrzyska Panamerykańskie 2015             |
| 3.                           | 20.07.2015                   | Toronto                      | Panama U-23                  | Brazylia U-23                | 3:3                          |                              | Igrzyska Panamerykańskie 2015             |
| 4.                           | 23.07.2015                   | Toronto                      | Urugwaj U-23                 | Brazylia U-23                | 1:2                          |                              | Igrzyska Panamerykańskie 2015             |
| 5.                           | 25.07.2015                   | Toronto                      | Panama U-23                  | Brazylia U-23                | 3:1                          |                              | Igrzyska Panamerykańskie 2015             |
| 6.                           | 11.08.2016                   | Salvador                     | Brazylia U-23                | Dania U-23                   | 4:0                          |                              | Letnie Igrzyska Olimpijskie 2016          |
| 7.                           | 17.08.2016                   | Rio de Janeiro               | Brazylia U-23                | Honduras U-23                | 6:0                          |                              | Letnie Igrzyska Olimpijskie 2016          |
| Brazylia                     |                              |                              |                              |                              |                              |                              |                                           |
| Lp.                          | Data                         | Miejsce                      | Gospodarz                    | Gość                         | Wynik                        | Gol                          | Rozgrywki                                 |
| 1.                           | 26.01.2017                   | Rio de Janeiro               | Brazylia                     | Kolumbia                     | 1:0                          |                              | Mecz towarzyski                           |

## Sukcesy

### CR Vasco da Gama
- Campeonato Carioca (2×): 2015, 2016
- Campeonato Carioca (1×): 2014

### SE Palmeiras
- Campeonato Brasileiro Série A (3×): 2018, 2022, 2023
- Copa do Brasil (1×): 2020
- Superpuchar Brazylii w piłce nożnej (1×): 2023

- Campeonato Paulista (3×): 2020, 2022, 2023
- Campeonato Brasileiro Série A (1×): 2017
- Superpuchar Brazylii w piłce nożnej (2×): 2021, 2024
- Campeonato Paulista (1×): 2018, 2021

### Brazylia U-20
- Turniej Ośmiu Narodów (1×): 2012

### Brazylia U-23
- Letnie Igrzyska Olimpijskie (1×): 2016
- Igrzyska Panamerykańskie (1×): 2015